# جورج كولز (عسكري)
جورج كولز (بالإنجليزية: George Cowles)‏ هو عسكري أمريكي، ولد في 31 ديسمبر 1780 في فارمنغتون في الولايات المتحدة، وتوفي بنفس المكان في 7 يناير 1860.